# Кравченко Андрій Сергійович (автогонщик)
Андрій Сергійович Кравченко (3 грудня 1980, Донецьк, УРСР) — український автогонщик, рекордсмен котрий виступає у дисципліні дрег-рейсінг. Багаторазовий переможець Чемпіонату України з дрег-рейсінгу. Першим у СНД проїхав 1/4 милі швидше 8, а згодом 7 секунд.

## Досягнення в гонках
В автоспорті Андрій з 21 року, тоді він ще розпочинав із автомобіля Skoda Octavia. В 23 роки в нього з'являється спорткар Subaru Impreza WRX, на якому він починає брати участь в професійних гоночних заїздах на прискорення. Пізніше у Андрія були і інші спорткари, зараз він виступає на ProMod PM100 RWD — потужністю більше 3600 кінських сил. Виступає у власній команді TopSpeed. Утримує друге місце в гонках на прискорення у Європі серед повнопривідних автомобілів з результатом 7.437сек встановленним на Nissan Skyline GTR TopSpeed R32 , у Англії, на дреговій трасі SantaPod. У 2014 році, у чемпіонаті RDRC, займає 1 місце на 4 етапі у Гродно і 1 місце на 5 етапі у Євпаторії, у тому ж чемпіонаті у 2015 році займає 1 місце на 5 етапі у Грозному.
В даний час Андрій бере участь в різноманітних гоночних заходах разом зі своєю командою «TopSpeed» на автомобілі Topspeed PM100 на якому встановив свій особистий рекорд, а також рекорд СНД проїхавши 402 метри за 6.115сек на швидкості 367км/г.

## Коротка біографія
Народився Андрій Кравченко 3 грудня 1980 року у Донецьку, у сім'ї футболіста Сергія Дмитровича Кравченко, і був старшим сином у сім'ї, молодший брат Кравченко, Сергій Сергійович пішов по стопам батька і досяг успіхів у футболі, гравши за київське Динамо, полтавську Ворсклу та Дніпро, будучи там капітаном команди.
Андрій, у період з 1997 по 2002 рік, навчався у американському університеті Vincennes University на факультеті Computer Programming, де і розпочав свою кар'єру програміста, створюючи сайти для російськомовних користувачів. Згодом повернувся на батьківщину та здобув освіту у КНУ на юридичному, а також економічному факультетах.
На даний момент проживає у Києві.

## Кар'єра
Першою роботою Андрія була розробка та підтримка розважальних вебсайтів, ще у пору свого навчання він створював досить успішні сайти, які входили до топ-3 по відвідуваності в рунеті. Також Андрій працював топ-менеджером розважальних проектів Mail.Ru. Розробляв сайт меру Донецька Лукянченко Олександру, а також інші сайти для адміністрації Донецька.
21 жовтня 2005 року заснував компанію TopSpeed котра займається продажем запчастин та налаштуванням гоночних і спортивних автомобілів Тюнінг авто. Знання, здобуті в автоспортивних змаганнях, допомогли Андрію у розумінні що і як потрібно продавати на ринку автомобільного тюнінгу. У том ж році започатковує автоспортивну команду під назвою «TopSpeed» для участі у гонках на прискорення. Компанія й дотепер продовжує розвиватися лишаючись найпопулярнішою на просторах східної Європи, завдяки успіхам спортивної команді та вмінням керівника проекту.